# Chotom
Chotom – małe jezioro na Pojezierzu Ińskim, położone w rezerwacie przyrody Krzemieńskie Źródliska, w gminie Ińsko, w powiecie stargardzkim, w województwie zachodniopomorskim. Chotom znajduje się w północno-wschodniej części Ińskiego Parku Krajobrazowego.
Około 200 m na północ od Chotomia płynie rzeka Ina, która wpada do pobliskiego jeziora Krzemień.
W rezerwacie przyrody występują wychodnie warstw wodonośnych i rozwijają się unikatowe ekosystemy źródliskowe i bagienne. Wody ze źródeł spływają przez Chotom potokiem do jeziora Krzemień. Oprócz Chotomia w skład rezerwatu wchodzi zespół dobrze zachowanych źródlisk i las na brzegu jeziora Krzemień. Rezerwat Krzemieńskie Źródliska został powołany w 2007 roku i obejmuje powierzchnię 75,94 ha. W rezerwacie gnieździ się od wielu lat bocian czarny, a lęgła się tam również kania ruda. Rzeka Ina, brzeg Krzemienia i Chotomia są stale penetrowane przez wydry. Niewielkie oczka i mokradła służą licznym gatunkom herpetofauny.
Około 1 km na wschód od Chotomia biegnie droga wojewódzka nr 151. Najbliżej położoną miejscowością od jeziora jest wieś Ciemnik, leżąca ok. 1,5 km na północny wschód.